# Kanton Arpajon
Der Kanton Arpajon ist seit 1790 ein französischer Wahlkreis in den Arrondissements Étampes und Palaiseau, im Département Essonne und in der Region Île-de-France; sein Hauptort ist Arpajon. Vertreter im Generalrat des Départements ist seit 2011 Pascal Fournier (PS).
Im Kanton liegen 16 Gemeinden mit insgesamt 66.750 Einwohnern (Stand: 1. Januar 2022) auf einer Gesamtfläche von 104,53 km²

## Gemeinden
| Gemeinde                  | Einwohner 1. Januar 2022 | Fläche km² | Dichte Einw./km² | Code INSEE | Postleitzahl | Arrondissement |
| ------------------------- | ------------------------ | ---------- | ---------------- | ---------- | ------------ | -------------- |
| Arpajon                   | 11.503                   | 2,40       | 4.793            | 91021      | 91290        | Palaiseau      |
| Avrainville               | 1.045                    | 9,14       | 114              | 91041      | 91630        | Palaiseau      |
| Boissy-sous-Saint-Yon     | 3.855                    | 8,04       | 479              | 91085      | 91790        | Étampes        |
| Bouray-sur-Juine          | 2.077                    | 7,23       | 287              | 91095      | 91850        | Étampes        |
| Bruyères-le-Châtel        | 3.738                    | 12,90      | 290              | 91115      | 91680        | Palaiseau      |
| Cheptainville             | 2.212                    | 7,15       | 309              | 91156      | 91630        | Palaiseau      |
| Égly                      | 7.078                    | 3,95       | 1.792            | 91207      | 91520        | Palaiseau      |
| Guibeville                | 929                      | 2,61       | 356              | 91292      | 91630        | Palaiseau      |
| Janville-sur-Juine        | 1.997                    | 10,67      | 187              | 91318      | 91510        | Étampes        |
| La Norville               | 4.308                    | 4,52       | 953              | 91457      | 91290        | Palaiseau      |
| Lardy                     | 5.572                    | 7,63       | 730              | 91330      | 91510        | Étampes        |
| Leuville-sur-Orge         | 4.307                    | 2,49       | 1.730            | 91333      | 91310        | Palaiseau      |
| Ollainville               | 5.361                    | 11,33      | 473              | 91461      | 91340        | Palaiseau      |
| Saint-Germain-lès-Arpajon | 11.577                   | 6,31       | 1.835            | 91552      | 91180        | Palaiseau      |
| Saint-Yon                 | 914                      | 4,66       | 196              | 91581      | 91650        | Étampes        |
| Torfou                    | 277                      | 3,50       | 79               | 91619      | 91730        | Étampes        |
| Kanton Arpajon            | 66.750                   | 104,53     | 639              | 9101       | –            | –              |

Bis zur Neuordnung bestand der Kanton Arpajon aus den zehn Gemeinden Arpajon, Avrainville, Bruyères-le-Châtel, Cheptainville, Égly, Guibeville, Leuville-sur-Orge, La Norville, Ollainville und Saint-Germain-lès-Arpajon. Sein Zuschnitt entsprach einer Fläche von 62,80 km2.